# NYC-Klasse S-1
Der mit dem Gattungsnamen Niagara (Klassen S-1a und S-1b) bezeichnete Schnellzuglokomotivtyp der New York Central Railroad (NYC) war eine Heißdampflokomotive mit zwei Zylindern und einfacher Dampfdehnung. Als Maschinen der Achsfolge Northern verfügten sie über vier Kuppelachsen und sowohl ein vor- als auch ein nachlaufendes zweiachsiges Laufdrehgestell.

## Geschichte
Die NYC benötigte aufgrund steigenden Passagieraufkommens gegen Ende des Zweiten Weltkrieges Lokomotiven mit höherer Kessel- und Zughakenleistung als die vorhandenen Maschinen der Achsfolge Hudson (Klassen J-1a, J-2 und J-3a). Bei der Entwicklung wurde eine indizierte Leistung von 6000 HP angestrebt. Diesem Leistungswert angelehnt wählte die NYC für die Maschinen Bahnnummern ab der Nummer 6000 aus. Der Gattungsname „Niagara“ hingegen folgte dem Usus der Bahngesellschaft, ihre Loktypen mit Flussnamen zu bezeichnen (hier nach dem Niagara River).
Die erste Lokomotive des Typs, die Bahnnummer 6000, wurde von der ALCo im August 1945 fertiggestellt. Weiteren Maschinen folgten zwischen Oktober 1945 und April 1946.
Einsatzgebiet der Lokgattung waren die Schnellzüge „The Chicagoan“, „The Commodore Vanderbilt“
und „The Empire State Express“ zwischen New York City und Chicago. Aufgrund des großen, siebenachsigen Tenders war auf der Strecke nur eine Nachbekohlung nötig, die Wasservorräte wurden mehrfach während der Fahrt durch Schöpfen aufgefüllt. Im Schnitt legten die einzelnen Maschinen über 40.200 km im Monat zurück.
Die Niagaras gelten als eine der besten Schnellzugdampflokomotiven überhaupt und als ein Höhepunkt des nordamerikanischen Lokomotivbaues. Alle Lokomotiven sind nach Außerdienststellung verschrottet worden.

## Technische Merkmale
Bei den Maschinen kam das sogenannte Lokomotivbett zur Anwendung, bei dem der Lokrahmen und die Zylinder aus einem einzigen Stahlgussstück bestehen. Im Triebwerk waren alle Achswellen, Kuppelstangen und sonstigen Triebwerksstangen rollengelagert. Sämtliche hin- und hergehende Teile des Triebwerks bestanden aus legiertem Stahl (zum Vergleich: die DR verwendete für die Triebwerksstangen vorzugsweise die unlegierten Stähle St 60 oder 70). Teile der Lokomotive – hier sind insbesondere das Führerhaus, die Windleitbleche und die Handläufe zu nennen – waren zur Gewichtseinsparung aus von der Alcoa zugeliefertem Aluminium gefertigt.
Das Lichtraumprofil der New York Central war enger als sonst bei amerikanischen Bahnen üblich. Um es zu Gunsten eines möglichst großen Kesseldurchmesser voll auszuschöpfen, hatten die Kessel der Niagaras keinen Dampfdom, sondern ein im Kesselscheitel liegendes Dampfsammelrohr.
Durch eine Schöpfeinrichtung unter dem Tender konnten die Wasservorräte während der Fahrt aus Trögen zwischen den Gleisen ergänzt werden. Ein Stoker beförderte das Brennmaterial (Kohle) auf den Rost.
Die Lokomotiven waren in der Lage, einen aus 18 Personenwagen zusammengestellten Zug mit einer Geschwindigkeit von rund 129 km/h zu befördern; die maximale Zughakenleistung der S-1b betrug messtechnisch ermittelt 3.765 kW bei 101 km/h.